# Gatororongo
Gatororongo är ett periodiskt vattendrag i Burundi.   Det ligger i provinsen Bujumbura Rural, i den västra delen av landet, 28 kilometer söder om huvudstaden Bujumbura.
Runt Gatororongo är det tätbefolkat, med 276 invånare per kvadratkilometer.